# Kuortojärvi
Kuortojärvi är en sjö i Kiruna kommun i Lappland och ingår i Torneälvens huvudavrinningsområde. Sjön har en area på 0,286 kvadratkilometer och ligger 346 meter över havet. Kuortojärvi ligger i Torne och Kalix älvsystem Natura 2000-område. Sjön avvattnas av vattendraget Myllyjoki (Alasjoki).

## Delavrinningsområde
Kuortojärvi ingår i det delavrinningsområde (759439-176181) som SMHI kallar för Mynnar i Kätkijärvi. Medelhöjden är 392 meter över havet och ytan är 3,74 kvadratkilometer. Räknas de 6 avrinningsområdena uppströms in blir den ackumulerade arean 114,4 kvadratkilometer. Myllyjoki (Alasjoki) som avvattnar avrinningsområdet har biflödesordning 4, vilket innebär att vattnet flödar genom totalt 4 vattendrag innan det når havet efter 453 kilometer. Avrinningsområdet består mestadels av skog (79 procent) och öppen mark (12 procent). Avrinningsområdet har 0,28 kvadratkilometer vattenytor vilket ger det en sjöprocent på 7,5 procent.